# Operace Jiftach

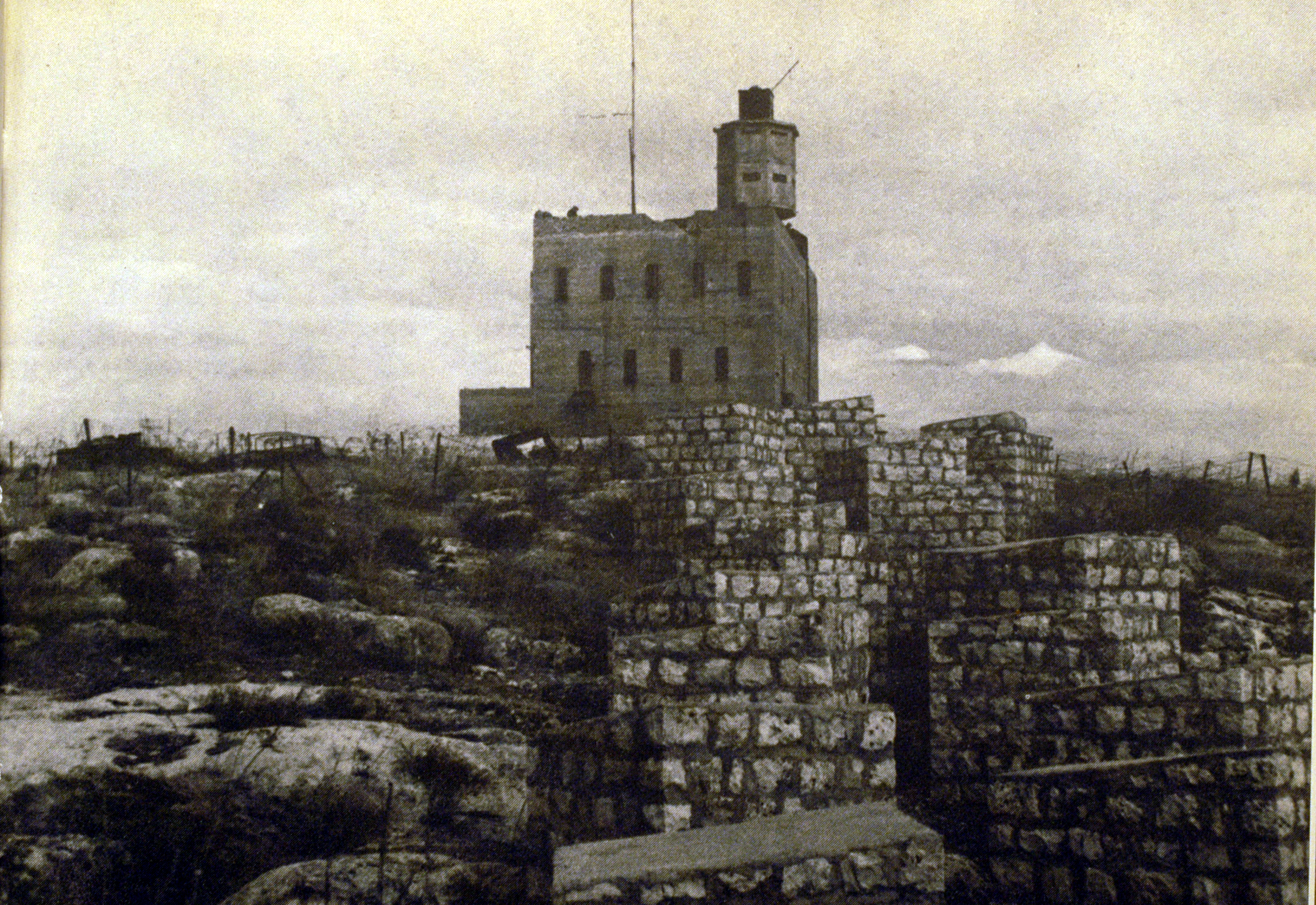
Pevnost an-Nabi Juša, o kterou se vedly boje

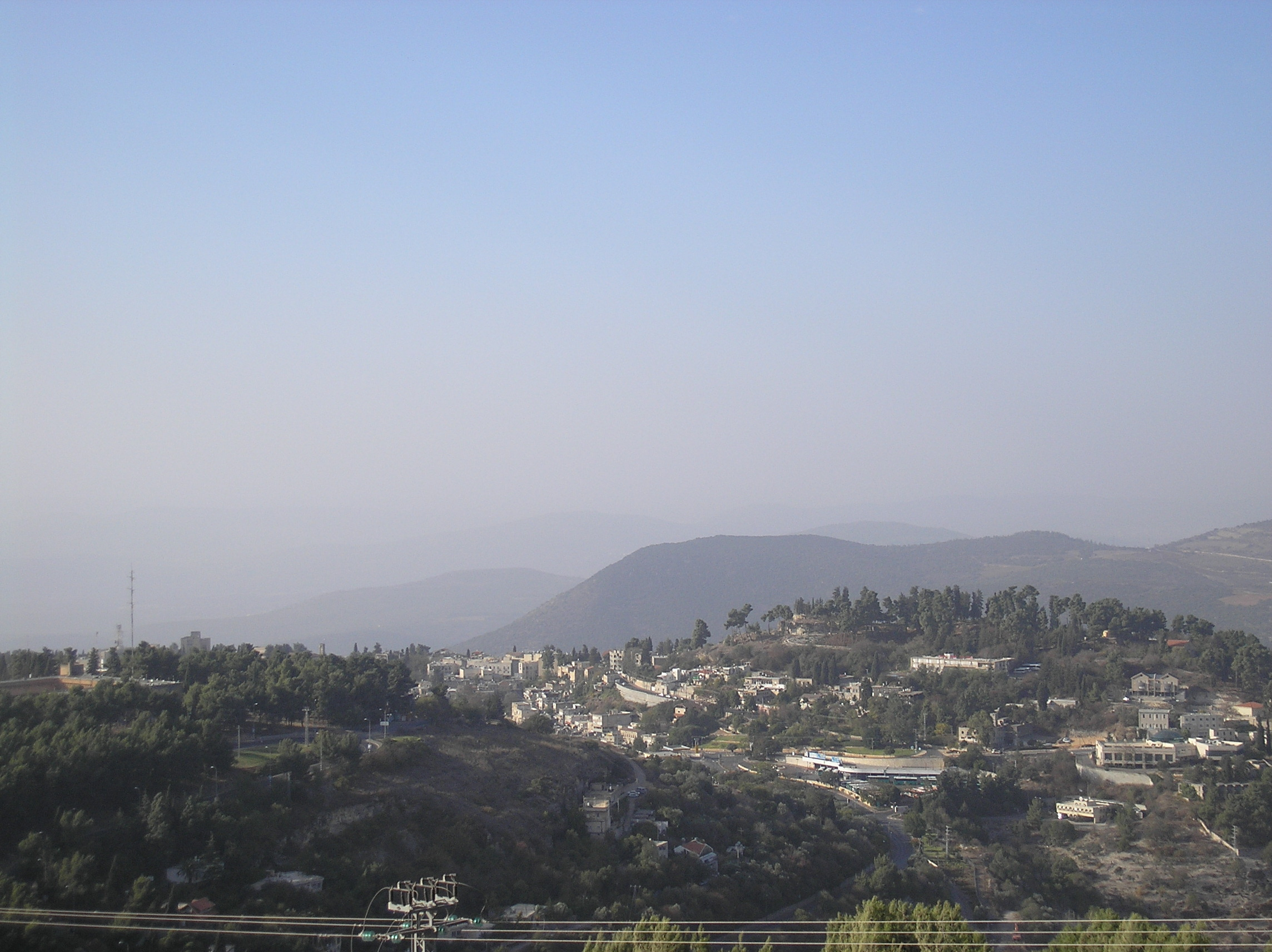
Pohled z hory Har Kana'an

Operace Jiftach (hebrejsky: מבצע יפתח‎, mivca Jiftach) byla vojenská akce provedená v dubnu a květnu 1948, v době konce britského mandátu nad Palestinou, ještě před vznikem státu Izrael, židovskými jednotkami Hagana, jejímž výsledkem bylo ovládnutí města Safed a okolních oblastí na východě Horní Galileje.

## Dobové souvislosti
V listopadu 1947 přijala OSN plán na rozdělení Palestiny. Podle tohoto plánu měl být britský mandát nad Palestinou nahrazen dvěma samostatnými státy: židovským a arabským. V důsledku emocí předcházejících konci britského mandátu se v Palestině v letech 1947–1948, ještě před vlastní první arabsko-izraelskou válkou, rozpoutala občanská válka mezi Židy a Araby, která se v měsících a týdnech před koncem mandátu zostřovala a kromě izolovaného násilí a teroristických útoků nabývala ráz konvenčního konfliktu. Významným strategickým bodem byla v tomto konfliktu Horní Galilea a horské město Safed. Šlo o součást širšího trendu, kdy židovské jednotky v rámci takzvaného Plánu Dalet obsazovaly ještě před koncem mandátu klíčové oblasti přidělené rozhodnutím OSN budoucímu židovskému státu. Ve stejné době Židé ovládli města Tiberias a Haifa.

## Průběh operace
Operace byla spuštěna 30. dubna 1948. Velení akce se ujal Jigal Alon a jeho elitní oddíly Palmach. V Safedu tehdy žilo 1500 Židů, kteří od února 1948 byli obléháni Araby, kterých zde sídlilo 10 000. Když se 15. dubna 1948 stáhli ze Safedu Britové, podařilo se Palmachu dostat do města skupinu svých vojáků. Arabové ve městě a okolí ovládali několik strategických výšin. Konkrétně šlo o policejní pevnost na hoře Har Kana'an severně od města, pevnost an-Nabi Juša na okraji Chulského údolí a přímo v Safedu komplex Shalva House. Již 15. dubna selhal útok Palmachu na an-Nabi Juša. 28. dubna se ovšem Židům podařilo dobýt pevnost v Roš Pina, východně od Safedu. Odtud byl veden útok na Safed. Židovské jednotky obešly horu Har Kana'an a dobyly arabské vesnice Birija a Ajn Zajtun severně od Safedu. Odtud pak vytvořily koridor do tamní židovské čtvrti. 5. května selhal útok na Har Kana'an. 10. května pak Palmach provedl simultánní útok na Har Kana'an, Shalva House a další arabské opěrné body. Ve prospěch Židů hrálo deštivé počasí. Ve městě se odehrávaly boje od domu k domu. Nad ránem 11. května ovšem město bylo v židovských rukou a místní Arabové začali prchat. Při bojích se uplatnil také minomet židovské výroby zvaný Davidka.
Podčástí operace Jiftach byla operace Matate, která měla za cíl ovládnout oblast Chulského údolí a silnici mezi městy Tiberias a Metula. Jejím výsledkem byla plná židovská kontrola na tímto regionem a vytlačení arabských beduínů.